# Avalon High
Avalon High è un romanzo rosa di Meg Cabot, autrice della più famosa serie The Princess Diaries, dai primi due libri della quale sono stati tratti i film Pretty Princess e Principe azzurro cercasi.

## Trama
Ellie si trasferisce in una nuova città per l'anno sabbatico dei suoi genitori, studiosi del Medioevo. Un giorno, mentre sta correndo nel parco, incontra un ragazzo alto ed affascinante che le dà l'impressione di conoscerlo da sempre, e d'istinto gli sorride. Nei giorni successivi, torna spesso al parco nella speranza di rivederlo e infatti è così. 
In seguito, Ellie scopre che il ragazzo, A. William Wagner, frequenta la sua stessa scuola, Avalon High, e che è il capitano della squadra di football, fidanzato con Jennifer Gold, cheerleader e ragazza più popolare della scuola. 
Will ed Ellie diventano amici, ma lei inizia ad innamorarsi di lui, pur non volendolo. Un giorno, Will la invita ad un party a casa sua, dove la ragazza scopre che Jennifer lo tradisce con il suo migliore amico, Lance. Sconvolta dalla scoperta, è incerta se confessare la verità a Will oppure aspettare che siano Jennifer e Lance a dirglielo. Il fratellastro di Will, però, è sul punto di far scoprire a Will la verità sulla sua pelle, e solo l'intervento di Ellie riesce a impedirglielo. Marco allora le si rivolge chiamandola "Dama dei Gigli" (appellativo di Ellie di Astolat, la Signora di Shalott), e la minaccia sottilmente. Il giorno seguente, durante una gita in barca, le provocazioni di Marco costringono Lance e Jennifer a confessare il loro tradimento a Will, che dopo un'iniziale sofferenza, grazie all'aiuto di Allie riesce ad accettare la cosa con serenità.
Poco tempo dopo, il professor Morton rivela ad Elaine di far parte di un'organizzazione segreta, l'Ordine dell'Orso, che attende la reincarnazione di Artù per fronteggiare l'avanzata delle tenebre, e che il futuro guerriero della Luce è proprio Will. Elaine non vuole crederci, ma le coincidenze sembrano provare la teoria del professore. Egli le spiega che Marco è un agente delle forze del male, deciso ad uccidere Will per impedire alla luce di trionfare, e che ormai, poiché Ginevra (Jennifer) e Lancillotto (Lance) non sono più al suo fianco, Artù è vulnerabile e nessuno può più salvarlo. Rassegnato, il professore fa un ultimo tentativo di aiutare Will, e gli svela che quella che credeva la sua matrigna, ovvero la madre di Marco, è in realtà la sua madre biologica, quindi Marco e Will hanno la stessa madre, ma padri diversi. Anche Marco, entrato a scuola di nascosto, sente tutto, e fugge dalla finestra, sconvolto e deciso a vendicare il tradimento del padre uccidendo Will.
Will decide di inseguirlo, prima che Ellie abbia il tempo di rivelargli quanto ha saputo dal signor Morton. Intanto, scoppia un terribile temporale, che altro non è se non l'ira delle forze del male. Ellie, compresa la verità, decide di cercare Will, e d'istinto prende con sé una spada medioevale. Dopo una lunga corsa contro il tempo e gli ostacoli posti dalle tenebre, raggiunge Will nel parco, nel suo rifugio segreto in fondo a un burrone, fiancheggiato da un ruscello. 
Un bacio scioglie immediatamente tutte le tensioni e le parole non dette tra i due ragazzi, ma proprio in quel momento sopraggiunge Marco, con in mano una pistola. Il suo obiettivo è uccidere Elaine e Will, e poi darsi alla fuga: Will cerca di parlargli e di farlo ragionare, ma il fratello è troppo alterato e deciso a portare a termine il suo compito. Un istante prima che Will venga colpito, Ellie lo salva passandogli la spada, e improvvisamente il temporale si placa e tutto sembra risplendere: sopraffatto dalla forza della luce, Marco si arrende. Poco dopo arrivano Jennifer e Lance, il professor Morton e la polizia. 
Quella sera, a casa di Ellie, il professor Morton racconta tutto ai genitori della ragazza, ancora incredula, ma il colloquio viene interrotto da Will, che chiede ospitalità, a causa di una lite con il padre; il professor Morton rivela a Ellie di aver fatto un grave errore, averla scambiata per Elaine di Astolat, a causa del suo nome. 
Infatti solo una persona avrebbe potuto dare a Will/Artù una spada, e permettergli di sconfiggere le tenebre: quella persona non poteva essere altri che la reincarnazione della Dama del Lago, colei che alla fine avrebbe condotto Artù nella sua nuova terra: Avalon.

## Il film
Dal libro è stato tratto un film omonimo, uscito nel 2010. Il film è stato trasmesso in anteprima negli Stati Uniti il 12 novembre 2010 su Disney Channel, mentre in Italia è stato trasmesso il 25 marzo 2011.

## Edizioni
- Meg Cabot, Avalon High, traduzione di Maria Concetta Scotto di Santillo, Fabbri Editori, 2006,  pp. 339, cap. 29, ISBN 978-88-451-3877-5.